# Rudolf I. von Halberstadt
Rudolf I. von Halberstadt († 6. Oktober 1149) war von 1136 bis 1149 Bischof von Halberstadt.

## Vorgeschichte
Rudolf ist seit 1123 belegt. Er gehörte dem Domkapitel von Halberstadt und dem Stiftskapitel von St. Simon und Judas in Goslar an. Unter seinem Vorgänger im Amt, Bischof Otto, war Rudolf Viztum des Bistums Halberstadt gewesen. Bischof Otto wurde 1135 auf dem Konzil von Pisa abgesetzt. Darauf kam es in Halberstadt zu einer Doppelwahl: Die Domherren wählten Dompropst Martin, die Regularkanoniker dagegen Gerhard, Propst des Augustiner-Chorherrenstifts St. Johann in Halberstadt. In dieser Pattsituation kam es in Gegenwart von Kaiser Lothar III., dem päpstlichen Legaten Gerhard von Santa Croce, dem späteren Papst Lucius II., Erzbischof Adalbert I. von Mainz und Bischof Bernhard I. von Hildesheim am 1. März 1136 in Goslar zu einer Neuwahl, in der Rudolf zum neuen Bischof erhoben wurde. Am 12. April 1136 wurde er in Erfurt von Erzbischof Adalbert I. von Mainz geweiht. Er gehörte offensichtlich zu den Interessenvertretern des Kaisers, der ihn bei der Wahl durchsetzte.

## Amtszeit
Nachdem Kaiser Lothar III. am 3. Dezember 1137 gestorben war, leitete Rudolf dessen Beisetzung am 31. Dezember 1137 in Königslutter. Unter dem Nachfolger Lothars III., Konrad III., verhielt sich Bischof Rudolf staufernah. Einzelheiten sind nicht bekannt, die einschlägige Literatur ergeht sich in Vermutungen. Mehrfach belegt ist seine Anwesenheit am Hof und auf Reichsversammlungen, so etwa im Februar 1140 in Worms und ein Jahr später in Würzburg. Während der König 1147 den Zweiten Kreuzzug in den Orient unternahm, beteiligte sich Bischof Rudolf am parallel begonnenen Wendenkreuzzug.